# 梅里克角
梅里克角（英語：Merrick Point）是南極洲的海岬，位於瑪麗伯德地的沃爾格林海岸，處於漢密爾頓冰山麓東面，美國地質調查局根據測量和美國海軍拍攝的空中照片繪入地圖，現時由南極條約體系管理。